# Mocești, Prahova
Mocești este un sat în comuna Iordăcheanu din județul Prahova, Muntenia, România.
În 1831, satul Mocești se afla în plasa Tohani, județul Saac și avea 46 de gospodării.
Cadru geografic. Asezare situata in nordul com. Iordacheanu, pe malul stang al Cricovului Sarat.
Denumirea localitatii trebuie raportata la un antroponim: Mocea sau Moceanu, de la care ar putea deriva cu adaugarea sufixului –esti, cu valoare posesiva.
In orice caz, in sec. al XVII-lea exista.
Dupa DGJPh ar fi avut o biserica din 1694. Dupa “Bibliografia” o biserica din lemn, cu hramul Sfantul Nicolae ar fi fost durata prin 1795.
DTSR 1872, DGJPh 1897 si MDGR specifica satul ca subordonat comunei Iordacheanu.
In perioada interbelica a făcut parte din comuna Gornetu-Cricov.
Prin HCM 1116/1968 revine ca sat component al comunei Iordacheanu.